# Proxima Midnight
Proxima Midnight es una supervillana cósmica ficticia que aparece en los cómics estadounidenses publicados por Marvel Comics. Es un miembro prominente del Orden Negro, un equipo de alienígenas que trabajan para el titán Thanos.
El personaje ha hecho varias apariciones en medios, como series de televisión animadas, las películas del Universo cinematográfico de Marvel Avengers: Infinity War (2018) y Avengers: Endgame (2019) con Carrie Coon expresando el papel, y videojuegos. Coon volvió a expresar una versión alternativa de la línea de tiempo del personaje en la serie animada de Disney+ ¿Qué pasaría si...? (2021).

## Historial de publicaciones
El personaje fue creado por Jonathan Hickman. Apareció por primera vez en un cameo de un panel en New Avengers # 8 (septiembre de 2013). Su primera aparición completa llegó más tarde ese mes en Infinity # 1, que también presenta la primera aparición del Orden Negro.

## Biografía del personaje ficticio
Proxima Midnight es miembro de la Orden Oscura de Thanos, quién la eligió por sus habilidades de combatiente experta. Próxima es la esposa de otro miembro del Orden, Corvus Glaive. Ella fue enviada a la Tierra para recuperar una gema infinita de Namor, pero entró en contacto con los Nuevos Vengadores. Luchó contra Spectrum y Luke Cage donde se encontró a sí misma igualada. Ella fue humillada por la desaprobación de Thanos de sus acciones, así como por el hecho de que Namor en realidad no poseía la Gema. Próxima y el resto del Orden fueron dirigidos por Namor a Wakanda para buscar la gema, pero se distrajeron cuando Ebony Maw reveló la ubicación de Thane, el hijo de Thanos. Thane no quería tener nada que ver con su padre y lo encarceló a él y Próxima en ámbar, donde fueron llevados a Necrópolis.
Namor liberó a Próxima, así como a Thanos, y les pidió que se unieran a su Camarilla debido a su propia ira hacia la Tierra. Sin embargo, Namor pronto descubrió que odiaba las tácticas de la Camarilla y se comprometió a trabajar con los Illuminati para derrotarlos. El propio Namor fue traicionado y se encontró a sí mismo y a la Camarilla atrapados en una tierra que debía ser destruida. Todos lograron escapar al Universo Máximo Marvel y prometieron vengarse. Hicieron una "balsa salvavidas" y lograron sobrevivir después de la destrucción de todos los universos. La Camarilla terminó en Battleworld donde procedieron a atacar a los lugareños. Sin embargo, Dios el Emperador Doom dispersó al grupo a los diversos rincones de Battleworld y Próxima, junto con Corvus Glaive, fueron encarcelados por Apocalipsis.
Ella logró regresar a su propio hogar cuando el Universo Marvel de Mainstream fue reconstruido. Se encontró con Thanos y una figura encapuchada, que más tarde se reveló que era Hela, y se unió a ella para recuperar a Mjolnir. Su búsqueda los llevaría a luchar contra Thor, Beta Ray Bill, el Coleccionista y otros. En última instancia, Próxima y Hela fueron humilladas y obligadas a regresar con las manos vacías. Para demostrar que era digna, Hela mató a Próxima delante de Thanos, añadiéndole una última humillación.
Durante el "No Surrender" Arc " Challenger revivió a Proxima Midnight cuando el Orden Negro se reformó con Black Swan, Ebony Maw, una proyección psíquica de Supergiant, y un Black Dwarf y Corvus Glaive revividos. El grupo compitió con una versión alienígena de la Legión Letal formada por el Gran Maestro en un concurso donde la Tierra es el campo de batalla.

## Poderes y habilidades
Próxima poseía los atributos típicos de un súper potencia individual que incluye súper fuerza, súper velocidad, súper resistencia y cierta invulnerabilidad. Al ser capaz de sobrevivir al reingreso planetario sin lesiones, también era una combatiente principal y poseía una lanza creada a partir de una estrella atrapada en una singularidad cuántica por el mismo Thanos.
La lanza es capaz de causar un daño drástico en función de cómo se arroja y contra quién se usa, convirtiéndose en una lanza de múltiples puntas de energía venenosa que sigue su objetivo, nunca falta. Dicha fuerza fue fatal para quien traspasó, matando a la víctima en minutos. Podría volver a la forma de estrella, ganando una masa infinita que pesaba presas en un enredo de energía. Este efecto incluso podría vincular y revertir a Hulk enfurecido de nuevo a Bruce Banner luego de su eliminación.

## En otros medios

### Televisión
- Proxima Midnight aparece al final de la segunda temporada de Avengers Assemble con la voz de Kari Wahlgren, donde sirve al Orden Negro.[18]
- Proxima Midnight aparece en Guardians of the Galaxy con Kari Wahlgren repitiendo su papel.[18] Aunque inicialmente fue miembro del Orden Negro en la primera temporada, sigue a Ebony Maw y se convierte en miembro de los Creyentes Universales en la segunda temporada.

### Universo cinematográfico de Marvel
Proxima Midnight aparece en los medios ambientados en Universo cinematográfico de Marvel.
- Midnight aparece en Avengers: Infinity War, de 2018, con la voz de Carrie Coon.[19][20] Una alta mujer, Monique Ganderton, sustituyó a Proxima Midnight en el set.[21] Ella y los Hijos de Thanos ayudan a Thanos a encontrar las Gemas Infinitas. Durante la persecución de la Gema de la Mente, se une a su posible amante, Corvus Glaive, para perseguir a la Bruja Escarlata y la Visión en Escocia, durante la cual se involucra en un feroz combate contra Wanda. Wanda la derrota momentáneamente, sin embargo Midnight se recupera y logra derribar a Wanda y Visión de un disparo. Luego, Steve Rogers, Falcon y Natasha Romanoff aparecen para ayudar y es derrotada dos veces por Falcon, hasta que huye con Corvus. Proxima Midnight lídera la batalla de Wakanda y se involucra nuevamente en una pelea con la Bruja Escarlata, sin embargo Romanoff y Okoye aparecen para ayudar a Wanda. Midnight combate contra ambas, derrotándolas y cuando está a punto de matar a Romanoff, Wanda con sus poderes la arroja a una de las máquinas parecidas a ruedas lanzadas por los Hijos de Thanos, matandola.
- Ganderton retoma el papel en Avengers: Endgame, donde una versión 2014 de Proxima Midnight viaja a través del tiempo con las fuerzas de Thanos para participar en la batalla climática en la Tierra. Ella y Corvus líderan a una parte del ejército de Thanos al combate luego de la llegada de Capitana Marvel, dónde corre en dirección para pelear contra su hermana adoptiva, la Gamora del 2014. Ella se desintegra, mientras acuna en sus brazos a un Corvus Glaive herido, junto con el resto de las fuerzas de Thanos, cuando Tony Stark activa las Gemas del Infinito. A Coon no se le acredita el rol, y el personaje no tiene líneas de habla.[22]
- Aparece una versión alternativa de Midnight en la serie animada de Disney+ ¿Qué pasaría si...? episodio "¿Qué pasaría si... T'Challa se convirtiera en un Star-Lord?".

### Videojuegos
- Proxima Midnight aparece como un personaje jugable en Marvel: Avengers Alliance.[23]
- Proxima Midnight aparece como un personaje jugable en Marvel Future Fight.[24]
- Proxima Midnight aparece como un jefe en Marvel Avengers Academy durante el evento "Return of A-Force".[25]
- Proxima Midnight aparece como un personaje jugable en Marvel: Contest of Champions.[26]
- Proxima Midnight aparece en Lego Marvel Super Heroes 2.[27] Ella aparece en el DLC de "Infinity War".
- Proxima Midnight aparece como un personaje de apoyo en Marvel Puzzle Quest.[28]
- Proxima Midnight apareció como un personaje jugable en Marvel End Time Arena.[29]
- Proxima Midnight aparece como un jefe en Marvel Ultimate Alliance 3: The Black Order, nuevamente con la voz de Kari Wahlgren.